# Huntingdon Castle

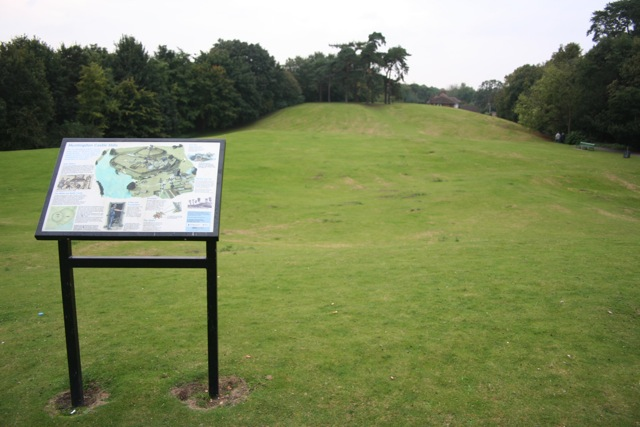
Der Mound von Huntingdon Castle

Huntingdon Castle ist eine abgegangene Burg in der Stadt Huntingdon in der englischen Grafschaft Cambridgeshire.
1068 wurde dort auf Geheiß König Wilhelm des Eroberers eine Motte errichtet. Im Bürgerkrieg der Anarchie gehörte sie König David I. von Schottland, der sie durch seine Heirat mit Maud, 2. Countess of Huntingdon, erworben hatte. Er unterstützte Kaiserin Matilda bei einer Schlacht um die englische Krone und die Burg wurde bei dieser Gelegenheit stark beschädigt. Als der Bürgerkrieg entschieden war, erwies der Sohn König Davids I., Heinrich von Schottland, seine Ehrerbietung an König Stephan von England und dieser gab ihm zusätzlich zur Burg auch die Siedlung Huntingdon zu Lehen.
Die Burg gehörte 1173 noch den Königen von Schottland, damals König Wilhelm dem Löwen. Er schlug sich während der Revolte von 1173–1174 auf die Seite von Heinrich dem Jüngeren, dem rebellischen Sohn des englischen Königs Heinrich II., und so wurde die Burg von Richard de Luci belagert. Die Belagerung wurde von Simon de St Lis übernommen, endete aber erst, als König Heinrich II. (der gerade Buße am Grab von Thomas Becket geleistet hatte) in Huntingdon eintraf. Sie endete am Folgetag und König Heinrich ordnete an, dass die Burg abgerissen würde.
Es blieben Teile der Burg übrig, darunter die Kapelle, und die Burgruine ging durch verschiedene Hände. Im englischen Bürgerkrieg wurde die Burg wieder befestigt. Ein Zeitlang diente sie als Gefängnis für die Grafschaft und später stand eine Windmühle auf ihrem Mound. Heute ist nur noch dieser Mound erhalten und gilt als Scheduled Monument.